# Классификация секретной информации в Великобритании

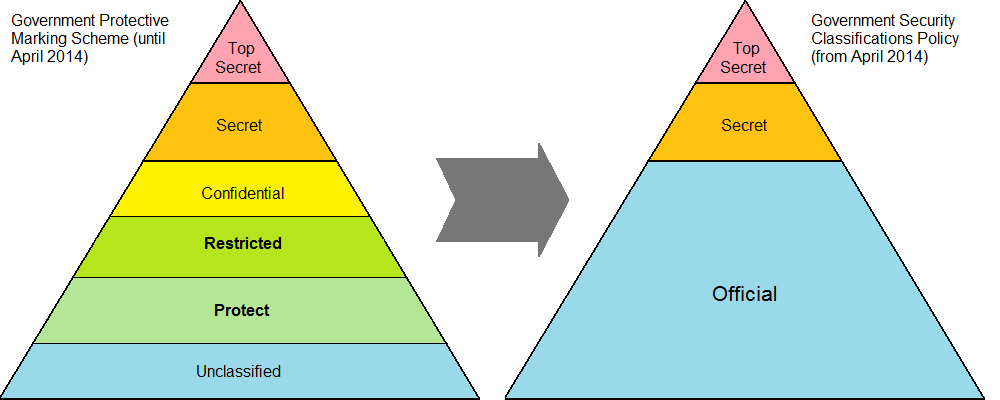
Изменение системы классификации секретной информации в Великобритании

Политика защиты правительственной секретной информации в Великобритании в настоящее время определяется руководством Security Policy Framework (SPF), которое заменило ранее существовавший документ Manual of Protective Security (MPS). SPF содержит основные принципы политик безопасности и руководство по управлению безопасностью и рисками для государственных учреждений Великобритании и связанных с ним органов. SPF включает порядка 70 рекомендаций в области политики информационной безопасности, сгруппированных по 7 разделам:
1. Управление, включая управление рисками
2. Контроль доступа и засекречивание информации
3. Персонал, ответственный за инфобезопасность
4. Обеспечение информационной безопасности
5. Физическая безопасность
6. Борьба с терроризмом
7. Непрерывность бизнеса.

Содержание SPF разработано частично Управлением безопасности аппарата Кабинета министров Великобритании, частично — Центром правительственной связи (главным органом Великобритании в сфере криптографии и защиты правительственной информации).

## Уровни секретности
Классификация правительственной секретной информации в Великобритании насчитывает пять уровней секретности, обозначаемых соответствующими ключевыми словами.. Ключевое слово должно быть написано прописными буквами в центре верхней и нижней части каждой страницы секретного документа. Уровни секретности, в порядке убывания:

### Совершенно секретно, особой важности
К информации, обозначенной «Совершенно секретно, особой важности» (англ. Top secret), обычно относят сведения, утрата которых может привести к значительным человеческим жертвам, международным дипломатическим инцидентам или поставить под удар идущие разведывательные операции. Вплоть до Второй мировой войны наивысший уровень секретности в Великобритании был «высшая секретность» (англ. Most Secret), впоследствии этот термин был заменён для того, чтобы привести в соответствие с терминологией секретности правительства США.

### Совершенно секретно
«Совершенно секретно» (англ. Secret) этот уровень используется для информации, огласка которой может представлять угрозу для жизни, общественного порядка или ущерб дипломатическим отношениям с дружественными странами.

### Секретно
«Секретно» (англ. Confidential). Последствия раскрытия секретной информации могут включать нарушения личных свобод, ущерб дипломатическим отношениям, серьезные нарушения повседневной жизни в стране.

### Ограниченный доступ
Информация, обозначенная как «ограниченный доступ» (англ. Restricted) в случае разглашения может причинить значительные неудобства для лиц, влияющих на эффективность боевых действий, или сотрудникам правоохранительных органов.

### Защищённая информация
«Защищенная информация» (англ. Protect) содержит сведения, которые в случае опубликования могут привести к финансовым потерям или упущение выгоды, нанести ущерб расследованию или способствовать совершению преступления, либо причинить вред правительству в коммерческих или политических переговорах.
Для защиты секретной информации правительство Великобритании имеет систему допусков. Хранение, рассекречивание и уничтожение секретных материалов производится в порядке, определенном в Manual of Protective Security.
Секретная информация наряду с указанием уровня секретности, может быть маркирована специальной меткой-дескриптором, которая определяет сферу, к которой относится данная информация.
Примеры дескрипторов (неполный список):
- Бюджет
- Коммерческий
- Награды
- Управление
- Медицинский
- Персональные данные
- Политика
- Персонал
- Посещения (британских или иностранных членов королевской семьи и министров)

## Ограничения, связанные с гражданством
Секретная информация может также иметь дополнительные пометки, указывающая, какое гражданство должны иметь лица для допуска к данной информации, например:
- UK EYES ONLY (Только для граждан Великобритании);
- CANUKUS EYES ONLY (Только для граждан Великобритании, Канады и США);
- AUSCANNZUKUS (Только для граждан Великобритании, Австралии, Новой Зеландии, Канады и США, то есть стран, связанных договором о радиоэлектронной разведке UKUS SIGINT, т. н. «Пять глаз»).

## Другие термины, связанные с засекречиванием информации
Секретные материалы в зависимости от содержания (например, касающиеся ядерного оружия, ядерных испытаний, расщепляющихся материалов и т. д.) могут иметь и другую маркировку, указывающую на категорию лиц, которые могут быть допущены или не допущены к данным материалам, например:
- LOCSEN (от англ. has local sensitivity) — имеет локальное значение, не может быть доступна муниципальным служащим;
- NATSEN (от англ. has national sensitivity) — имеет национальное значение;
- DEDIP, DESDEN — не может быть показана определенным категориям должностных лиц.